# Taylor’s University
Die Taylor’s University (vormals Taylor’s University College, kurz Taylor’s) ist eine private Universität in Subang Jaya im Bundesstaat Selangor in Malaysia. Sie gehört zur Taylor’s Education Group.

## Geschichte
Das Taylor’s University College wurde 1969 unter dem Namen Taylor’s College als Institut für höhere Bildung gegründet. Das interne Bildungssystem war Anglo-amerikanisch orientiert und sollte den Studenten die Möglichkeiten bieten, das Studium an einer Anglo-amerikanischen Hochschule fortzusetzen. Neben der Erlangung der Hochschulreife verschiedener Länder konnten zusätzlich Fachkurse besucht werden. 2003 erhielt es den Status eines University College und wurde entsprechend umbenannt. Nach eigenen Angaben gab es seit der Gründung mehr als 50.000 Absolventen.

## Organisation

### Fachbereiche
Wie an anglo-amerikanischen Universitäten üblich ist das Taylor’s University College in Schulen gegliedert, die in Zusammenarbeit mit ausländischen Hochschulen Abschlüsse bis zum Doctor of Philosophy anbietet.
- School of Architecture, Building and Design
- School of Biomedical Sciences
- Taylor’s Business School
- School of Communication
- School of Computing and IT
- The Design School
- School of Engineering
- School of Hospitality, Tourism and Culinary Arts
- Language Centre
- Taylor’s Law School
- School of Medicine
- Taylor’s Graduate School
- Continuing Professional Education

### Taylor’s College
Das Taylor’s College bietet Kurse zur Hochschulreife und Transferprogramme für Hochschulen in den USA an:
- School of Pre-U Studies
  - Cambridge A Levels
  - Canadian Pre-University
  - International Baccalaureate Diploma Programme
  - South Australian Matriculation
- American Degree Transfer Program[4]